# Dos en un paraíso
Dos en un paraíso es una película dramática británica de 1958 dirigida por Pat Jackson y protagonizada por John Cassavetes , Virginia Maskell y Sidney Poitier.
Es una adaptación de las memorias Our Virgin Island de Robb White y fue filmada en las Islas Vírgenes Británicas. El lanzamiento estadounidense de 1960 siguió al título de la novela.

## Sinopsis
Una mujer británica ( Maskell ) se casa con un escritor estadounidense ( Cassavetes ) a pesar de la desaprobación de su familia y se va a vivir con él a una isla tropical.

## Reparto
- John Cassavetes como Evan
- Virginia Maskell como Tina
- Sidney Poitier como Marcus
- Isabel Dean como Mrs. Lomax
- Colin Gordon como el comisario
- Ruby Dee como Ruth
- Howard Marion-Crawford como Prescott
- Arnold Bell como Heath
- Gladys Boot como Mrs. Carruthers
- Alonzo Bozan comoGrant
- Edric Connor como el capitán Jason
- Reginald Hearne como el doctor
- Julian Mayfield como el líder de la banda
- Nancy E. Roy como la bebé